# Lithophane sericata
Lithophane sericata är en fjärilsart som beskrevs av Ernest Candèze 1924. Lithophane sericata ingår i släktet Lithophane och familjen nattflyn. Inga underarter finns listade i Catalogue of Life.